# Ејвон (Хемпшир)
Ејвон (енгл. River Avon) је река у Уједињеном Краљевству, у Енглеској. Дуга је 96 km. Протиче кроз Хемпшир, Вилтшир и Дорсет. Улива се у Ламанш. 